# Talida Tolnai
Tolnai Talida (n. 21 august 1979, Zalău) este o fostă jucătoare de handbal din România, componentă a echipei naționale a României și medaliată cu bronz la Campionatul European din 2010.

## Date personale
- Data Nașterii: 21.08.1979

- Locul Nașterii:România

- Înălțime: 187 cm

- Post: Portar

- Nr. tricou: 21

- Foste echipe: HC Zalău (România), CS Oltchim Râmnicu Vâlcea (România), Üsküdar BSK Istanbul (Turcia), RK Krim (Slovenia)

## Palmares
- De 5 ori campioană Națională
- De 3 ori câștigătoare a Cupei României (2002, 2003, 2007)
- Câștigătoare a Cupei Turciei (2012)
- Câștigătoare a City Cup (1996)
- Campioană Europeană de tineret (1998)
- Campioană Mondială de tineret (1999)
- Campioană Mondială Universitară (2002)
- Locul 2 la CM Universitare (2000)
- Câștigătoare a Cupei Cupelor EHF din 2007
- Câștigătoare a SuperCupei Romaniei 2007 - prima ediție
- Câștigătoare a Champions Trophy - prima ediție
- Câștigătoare a medaliei de bronz la Campionatul European din 2010
- Locul 8 în "Top portari" la Campionatul European din 2010